# Филиппов, Роман Юрьевич
Рома́н Ю́рьевич Фили́ппов — поэт, музыкант, бард, представитель «новой волны» авторской песни. Дипломант фестивалей авторской песни, лауреат Грушинского фестиваля, Второго канала.

## Биография
Родился 28 сентября 1976 года в городе Серпухове, там же рос и учился. Играть на гитаре и сочинять стихи начал ещё в юности, с 1991.
В 1999 году поступил в Московское областное базовое музыкальное училище имени А. Н. Скрябина в подмосковном городе Электросталь на отделение народных инструментов по специальности классической гитары.
В 2004 году начинает фестивальную деятельность, впервые участвуя в фестивале «Даждь», который организует Дмитрий Студеный.
В 2005 году в составе группы «Зрение» (Артём Карпов, Илья Аитов, Ульяна Рычкова, Анастасия Глазкова, Роман Филиппов) записывает первый альбом — «Часы».
В 2006 году начинает работать совместно с Ксенией Полтевой в качестве гитариста-аранжировщика. В этом же году записывает второй альбом «Филиппов комплекс», а также становится дипломантом Всероссийского фестиваля авторской песни имени Валерия Грушина.
В 2007 году начинает работать с Олегом Медведевым как соло-гитарист и участвует в записи диска «Поезд на Сурхарбан».
В 2008 году становится лауреатом Всероссийского фестиваля авторской песни имени Валерия Грушина. Летом этого же года начинает глобальную переаранжировку всех своих песен совместно с гитаристом Сергеем Вячеславовым.
В 2009 году записывает совместно с гитаристом новый альбом под названием «Бирюза».
В 2011 году участвует в записи альбома Олега Медведева «Чужие сны» в качестве соло-гитариста.
В 2014 году выпущен «Концерт в Днепропетровске». В том же году принимает участие в записи диска Олега Медведева «В мире первом». Проект вышел под эгидой благотворительного фонда культурных и научных творческих инициатив «Белый ворон», возглавляемого Эльшадом Теляшевым. На DVD была выпущена профессиональная видеозапись концерта Олега Медведева при участии Романа Филиппова и интервью.
В 2016 году проехал тур по городам России с автором-исполнителем Ильей Оленевым.
В 2016 году начата совместная работа с Алексеем Бардиным, рабочее название проекта — #БФ7. Начата работа над совместным диском — песни Алексея Бардина в аранжировке Романа Филиппова.
В 2018 году начата работа над сольным альбомом «Казнить нельзя помиловать».
В октябре 2018 года записан кавер на песню Константина Арбенина «Дети-блюз» для трибьюта к 50-летию автора. Запись завершена и опубликована 17 октября.
Осенью 2021 года выпустил сольный альбом «Казнить нельзя помиловать», где все партии записал и свёл сам.
Живёт в Подмосковье. Активно выступает с концертами в городах России. Частый гость на фестивалях авторской песни: летний Грушинский фестиваль, «Рамонский родник», «Обнинская нота» и многих других.
Ведёт авторские мастер-классы по гитарному мастерству, по владению поэтическим словом.

## Дискография

### Сольные альбомы
- 2005 г. «Часы»
- 2006 г. «Филиппов комплекс»
- 2009 г. «Бирюза»
- 2021 г. «Казнить нельзя помиловать»

### Концертные записи
- 2014 г. — «Концерт в Днепропетровске»

### Участие в записи альбомов
- 2007 г. — Олег Медведев «Поезд на Сурхарбан»
- 2011 г. — Олег Медведев «Чужие сны»
- 2014 г. — Олег Медведев «В мире первом»